# Амосов Олег Юрійович
Оле́г Ю́рійович Амо́сов (2 вересня 1954, Запоріжжя — 1 березня 2022, Харків) — український науковець, доктор економічних наук, професор, заслужений діяч науки і техніки України. Перший заступник директора Харківського регіонального інституту державного управління Національної академії державного управління при Президентові України. Помер від ран внаслідок обстрілу житлових кварталів Харкова під час Російського вторгнення в Україну.

## Життєпис
Народився 2 вересня 1954 року в Запоріжжі в родині науковців. У 1971 році поступив до Дніпропетровського інституту інженерів залізничного транспорту, який закінчив у 1976 році з відзнакою і з спеціальністю інженер-механік. Того ж року почав працювати на Дніпропетровському вагоноремонтному заводі, однак у 1978 залишив завод. У 1980—1988 роках — працював на Ізюмському приладобудівному заводі. Паралельно навчався на аспірантурі у Київському інституті політології та соціального управління, по закінченні якої успішно захистив кандидатську дисертацію та почав працювати у Білоцерківському аграрному інституті. У 1991 році обійняв посаду завідуючого кафедри економіки і підприємництва, а пізніше став деканом і отримав вчене звання професора.
У 1997 році він захистив дисертацію на тему: «Формування продуктивної зайнятості сільського населення шляхом розвитку підприємництва та інтеграції його в міжнародний ринок» на здобуття наукового ступеня доктора економічних наук. Науковим консультантом був професор Володимир Панюков, а офіційними опонентами Олега Юрійовича були Галина Купалова, Юрій Саєнко та Володимир Сенченко. Відповідний науковий ступінь був присуджений у тому ж році.
Через два роки його запросили до Харківського регіонального інституту державного управління Національної академії державного управління при Президентові України (з 2021 року Навчально-науковий інститут «Інститут державного управління» ХНУ імені В. Н. Каразіна) на посаду першого заступника директора, яку обіймав не менше 16 років. Також очолював кафедру економічної теорії та публічних фінансів у тому ж виші. Одночасно, з 2016 року, працював старшим науковим співробітником у Відділі промислової політики та енергетичної безпеки Науково-дослідного центру індустріальних проблем розвитку Національної академії наук України.
У 2016 році брав участь у виборах на посаду ректора Харківського національного технічного університету сільського господарства імені П. Василенка.
28 лютого 2022 під час обстрілу житлових кварталів Харкова, здійснених російським військом під час вторгнення в Україну, отримав важкі поранення. Помер наступного дня у лікарні.
В некролозі на сайті ХНУ імені В. Н. Каразіна відмітили його «високий професіоналізм, виваженість, цілеспрямованість і доброзичливість».

## Наукова діяльність
Олег Амосов займався питаннями управління соціально-економічного розвитку регіонів, зайнятістю населення, менеджментом організацій, управлінням персоналом та людським капіталом, державною політикою, механізмами державного управління та економічними механізмами функціонування підприємництва в Україні.
Олег Амосов займався підготовкою вчених у сферах економіки, сільського господарства та державного управління, станом на 2016 рік підготував 50 кандидатів наук та 15 докторів наук, зокрема Андрія Бондаренка та Євгена Гриня. Також входив до складу 8 спеціалізованих рад з захисту кандидатських та докторських дисертацій та трьох експертних рад.
Всього написав понад 200 наукових та навчально-методичних публікацій, серед них одинадцять монографій, 4 підручники та 15 навчальних посібників. Список найбільш важливих робіт де Амосов був автором чи співавтором згідно Енциклопедії сучасної України та наукового журналу «Бізнес Інформ»:
- Інтеграція системи підприємництва АПК України в міжнародний ринок: тенденції, закономірності 1996
- Підприємництво в АПК України: суть, структура і вплив на використання трудових ресурсів 1996
- Інноваційний процес в економічній системі (теоретико-методологічний аспект) 1998
- Аналіз зовнішньоекономічних зв'язків 1998
- Навчальний посібник для самостійного вивчення дисциплін 2008
- Реалізація політики інноваційно-інвестиційного розвитку економіки на регіональному рівні 2008
- Конкурентна політика: Підручник 2008
- Теорія та історія державного управління: Навчальний посібник 2008
- Менеджмент організацій: теоретико-прикладний аспект: [Навчальний посібник] 2009
- Підхід до управління процесами розподілу капіталу як основи розвитку регіону / Лібермановські читання: економічна спадщина та сучасні проблеми [Монографія] 2010
- Податкова політика та податкова система: [Навчальний посібник] 2010
- Державне регулювання інноваційної інфраструктури на регіональному рівні [Монографія] 2011

## Нагороди
Заслужений діяч науки і техніки України (2013).